# Египетско-суданская граница
Египетско-суданская граница — государственная граница между Египтом и Суданом. Протяженность границы составляет 1276 км и простирается от пограничного стыка с Ливией на западе и Красным морем на востоке. Восточный участок границы является предметом территориального спора между двумя государствами.

## Описание
Граница начинается на западе от пограничного стыка с Ливией на Габаль эль-Увейнат, а затем продолжается на восток вдоль 22-й параллели на север до водохранилища Насер. Затем граница поворачивает на север, где расположен «Выступ Вади-Хальфа», прежде чем возобновить свой курс вдоль 22-й параллели к Красному морю к югу от мыса Эльба (Рас-Хадарба). Граница расходится примерно на 183 километра к востоку от «Выступа Вади-Хальфа», смещаясь на юг, где расположен Бир-Тавиль, а затем на северо-восток, где Халаибский треугольник. Граница пересекает малонаселенный регион пустыни Сахара и Ливийской пустыни, традиционно известный как Нубия, с основными населёнными пунктами вокруг реки Нил в районе Вади-Хальфа.

## История
Египет получил большую степень автономии при Мухаммеде Али Египетском после окончания Второй турецко-египетской войны (1839—1841). В 1882 году британцы оккупировали Египет, фактически установив протекторат (формально объявленный в 1914 году). Традиционные претензии Египта на территорию Судана были сохранены, и после войны с махдистскими силами в 1890-х годах британцы завоевали Судан и создали Англо-Египетский Судан в январе 1899 года как государство-кондоминиум, отделённое от Египта по 22-й параллели. «Выступ Вади-Хальфа» был присоединен к Судану 26 марта 1899 года, чтобы поставить железнодорожную станцию из Хартума под контроль Судана. Дальнейшее соглашение 1902 года определило административную границу на востоке, чтобы облегчить управление различными кочевыми народами, тем самым создав регион Бир-Тавиль (для Египта) и Халаибский треугольник (для англо-египетского Судана).
Египет получил полную независимость в 1922 году, а в 1956 году англо-египетский кондоминиум был расторгнут, и Судан стал независимым. На тот момент соглашение 1902 года оставалось в силе, однако в 1958 году Египет вновь стал настаивать на границе 1899 года, что вызвало протест со стороны Судана. После краткой демонстрации силы египетские войска были выведены из региона, и территориальный спор с тех пор затих. В 1959 году Египет и Судан подписали договор, который проложил путь к созданию египетской Асуанской плотины, что имело косвенный эффект затопления значительной части «Выступа Вади-Хальфа» под водохранилищем Насер.
Спор из-за Халаибского треугольника снова разгорелся в 1992 году из-за того, что у его побережья могла быть обнаружена нефть. Египет ввёл войска в этот район, фактически установив контроль, несмотря на протесты Судана. После этого президент Судана Омар аль-Башир повторил притязания на суверенитет над Халаибом в своей речи в Порт-Судане в 2010 году, заявив: «Халаиб — это Судан, и всегда будет Суданом». В настоящее время граница 1899 года де-факто действует, оставляя Бир-Тавиль в уникальном положении единственного участка земли, на который не претендует ни одно государство мира.

## Поселения возле границы

### Египта
- Шалатейн (спорный)

### Судана
- Фарас (исторический)
- Вади-Хальфа
- Селима